# National Post
El National Post es un periódico nacional canadiense en inglés con sede en Don Mills, un distrito de Toronto. El diario es propiedad de Postmedia Network S.A y es publicado de lunes a sábados. Fue fundado en 1998 por el magnate de las comunicaciones Conrad Black.

## Historia

### Orígenes
Black estableció el Post para darle un espacio en las comunicaciones a los conservadores canadienses y para combatir lo que él y muchos conservadores consideraban como una tendencia liberal en los diarios canadienses. Black erigió el nuevo periódico a partir del Financial Post, un diario financiero de Toronto, el cual compró a Sun Media en 1997. Financial Post se conservó como el nombre de la sección de negocios del National Post.
Fuera de Toronto, el Post era impreso y distribuido en las infraestructuras de la cadena nacional de periódicos de Black, antiguamente llamada Southam Newspapers, que incluía diarios como el Ottawa Citizen, la Montreal Gazette, el Edmonton Journal, el Calgary Herald, y el Vancouver Sun. El periódico se convirtió en el buque insignia nacional de Black, y enormes cantidades de gastos de puesta en marcha eran destinados al producto en sus primeros años bajo la edición de Ken Whyte.
Más allá de su visión ideológica, Black intentaba competir más directamente con el imperio comunicacional de Kenneth Thomson, guiado por el diario The Globe and Mail, el cual Black percibía como un diario "establishment", es decir, que está controlado por una élite dominante que posee poder o autoridad en una nación.
Cuando se lanzó el Post, la postura de la editorial era conservadora. Abogaba un movimiento para crear una alternativa viable para el gobierno liberal de Jean Chrétien, y apoyó fuertemente a la Alianza Canadiense, un partido político conservador que existió entre el 2000 y el 2003. La sección de editorial del National Post ha incluido columnistas disidentes liberales tales como Linda McQuaig, pero también conservadores, tales como Mark Steyn, Diane Francis, Andrew Coyne y David Frum.
El estilo único de revista que posee el Post ha ganado numerosos premios. Tiene una apariencia retro con ecos del diseño de 1930.

## ElPosthoy en día
Desde la adquisición del Post por parte de Izzy Asper, el periódico se ha convertido en una potente voz de apoyo al estado de Israel y su gobierno. El National Post fue uno de los pocos diarios canadienses que ofrecieron abiertamente apoyo a la nación judía durante su conflicto con Hezbolá en el Líbano en el año 2006.
Uno de sus columnistas se refirió a Hezbolá como "cucarachas". Las autoridades canadienses discuten si el ferviente apoyo del Post a Israel es un legado de la ideología de su fundador o si es una perspicaz maniobra comercial.
Durante la etapa editorial de Ken Whyte, el periódico estuvo estrechamente relacionado con la personalidad de su propietario Conrad Black, al igual que durante la etapa editorial de Matthew Fraser fue enérgicamente asociado con Izzy Asper.
- Datos: Q1812075
- Multimedia: National Post / Q1812075